# Aleiodes earias
Aleiodes earias är en stekelart som beskrevs av Chen och He 1997. Aleiodes earias ingår i släktet Aleiodes och familjen bracksteklar. Inga underarter finns listade i Catalogue of Life.